# Reserva natural de la Sierra de la Malcata
 La Reserva Natural de la Sierra de la Malcata (oficialmente en portugués Reserva Natural da Serra da Malcata) es un área protegida de Portugal, limítrofe con España, localizada en la región de Beira Baixa, Distrito de Castelo Branco y Beira Alta, Distrito de Guarda, que se extiende por los municipios de Penamacor y Sabugal. constituye un enclave único para el ecosistema del lince ibérico (cuyas estrategias de conservación se encuadran dentro del Pacto Ibérico) así como una gran variedad de flora y fauna mediterránea.

## Ubicación
Su ubicación en la Sierra de la Malcata y también en la continuidad portuguesa de la cacereña Comarca de Sierra de Gata hacen de toda la zona uno de los lugares de máximo interés para todos los interesados en la conservación del paisaje y la biodiversidad.
En total la Reserva comprende un área de 16.348 ha. Al sur, la localidad más importante es Penamacor, al norte, Sabugal y al oeste, Valverde del Fresno. La Reserva se encuentra rodeada de algunas aldeas pertenecientes a los municipios portugueses antes mencionados: Foios, Vale de Espinho, Quadrazais, Malcata, Melão y Meimoa. La mayoría de ellos descansan a la rivera del río Coa que traza la linde norte.
La totalidad de la frontera de Valverde del Fresno con Portugal es directamente lindante con la reserva natural.

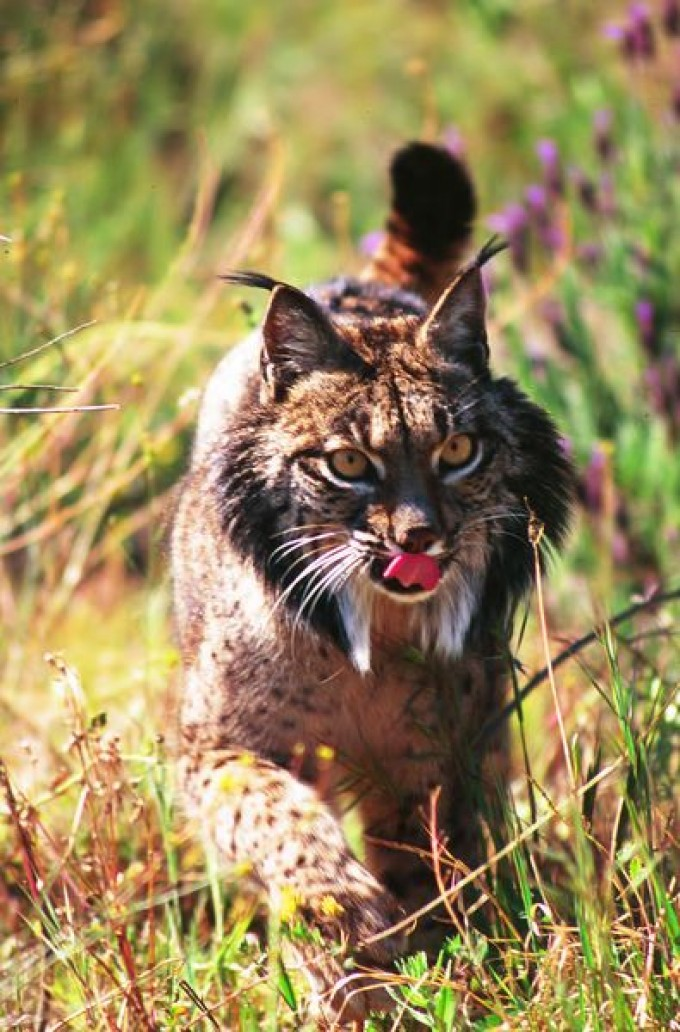
Lince ibérico (Lynx pardinus).

## Ecosistema
La Sierra de Malcata, donde se ubica esta reserva, es la séptima elevación más alta del Portugal Continental. En ella nace el río Bazádega, afluente del Eljas (En portugués Erges), formando ambos parte de las cuenca hidrográfica del Tajo. El terreno es ondulado, con presencia de bosques de castaño (Castanea sativa), praderas y, en la medida que ascendemos, abundantes áreas de matorral mediterráneo.
La reserva fue creada en 1981 con la intención de preservar lo que constituye uno de los mejores hábitats para el felino más amenazados del planeta: el lince ibérico (Lynx pardinus). No hay certeza si en la actualidad hay población de linces dentro de la reserva, si bien, autores cualificados mantienen viva esa posibilidad teniendo en cuenta que sí se han encontrado rastros de los mismos en el lado español de la frontera. En cualquier caso el entorno se considera una de las áreas más adecuadas para la reintroducción de especies criadas en cautividad.
El 28 de julio de 2009 los ministerios de medio ambiente portugués y español han firmado un acuerdo por el que este último entregará 20 crías de lince ibérico para su reintroducción en esta reserva natural.
Entre el resto de especies animales que pueden encontrarse en la Reserva destacan el Gato Montés (Felis silvestris silvestris), el jabalí (Sus scrofa), el zorro rojo (Vulpes vulpes) o la gineta (Genetta genetta). Destaca por su rareza en Portugal la cigüeña negra (Ciconia nigra). También, todas las especies de anfibios existentes en Portugal están representados dentro del ecosistema de la Reserva.
Últimamente el corzo (Capreolus capreolus) y la ardilla roja (Sciurus vulgaris) han regresado a la Sierra de Malcata desde los refugios donde habitan en España.

### Fauna
- Lince ibérico
- Cigüeña negra
- Gato montés
- Jabalí
- Zorro rojo
- Gineta
- Corzo
- Ardilla roja

### Flora
- Castaño
- Alcornoque
- Roble
- Melojo
- Madreselva
- Labiérnago

## España

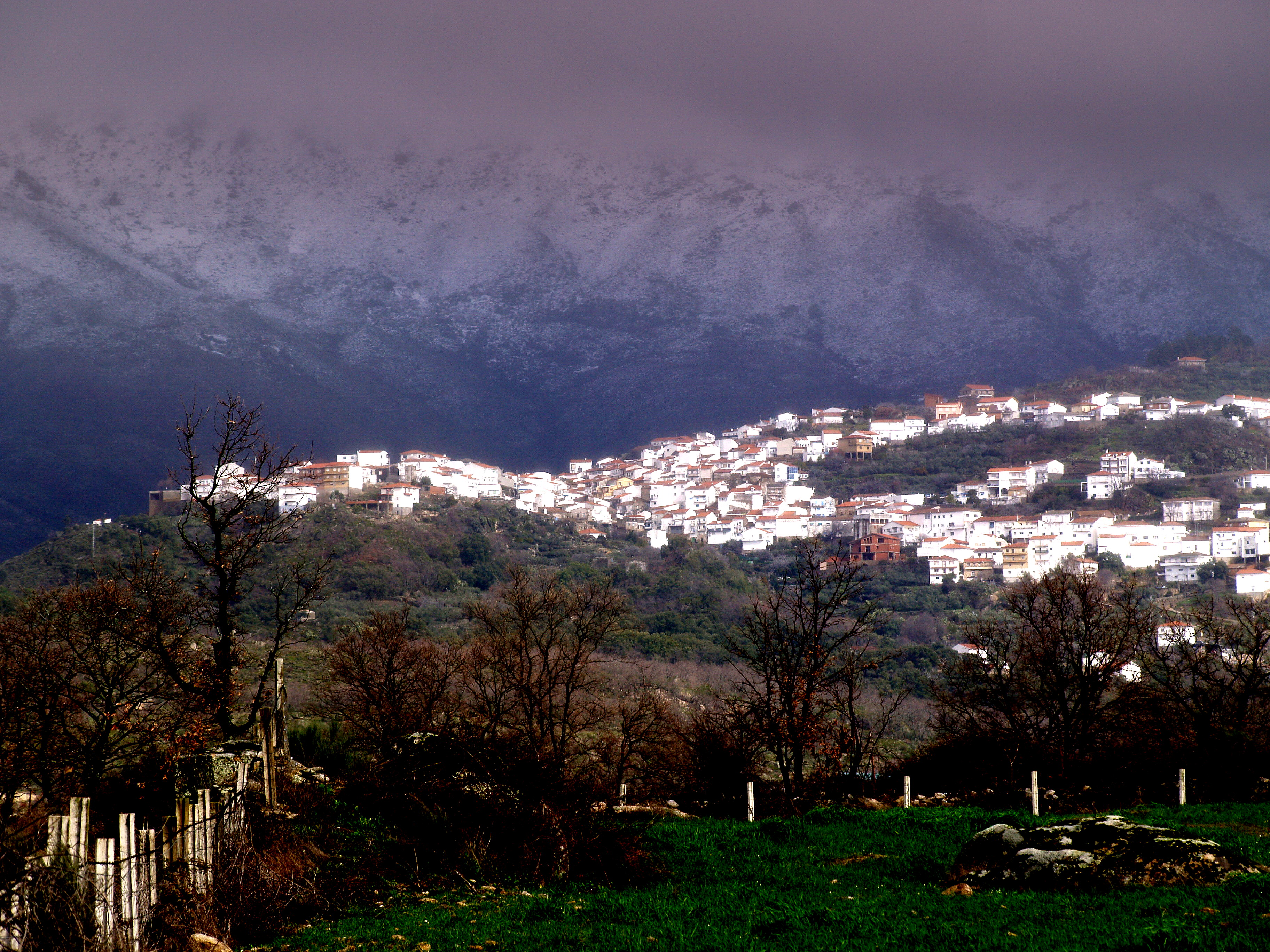
Eljas con Sierra de Gata al fondo en su unión con Sierra de Malcata.

A pesar de tratarse de un territorio limítrofe con España en una línea de más de 20 km todos ellos dentro del término municipal de Valverde del Fresno, existe un desconocimiento de este recurso natural en España. Hasta que no se entra en territorio portugués no existe ningún indicativo de la existencia de la reserva natural. Así mismo, ninguno de los múltiples caminos en buen estado que se adentran desde la española Sierra de Gata hacia la Sierra de Malcata indican en forma alguna que el viajero penetra en un espacio protegido. Tampoco ninguna de las rutas, actividades o alojamientos recomendados desde la web oficial hacen referencia al país vecino.
La continuidad natural del mismo en la zona española se hace evidente a cualquier visitante, con el inconveniente de que el nivel de protección ambiental desaparece, poniéndose así en peligro la sostenibilidad de una flora y fauna únicas por su virginidad en la península ibérica.